# Forraje (banda)
Forraje es una banda de rock española procedente de A Pobra do Caramiñal, La Coruña. Su estilo podría definirse como rock urbano o callejero con letras poéticas. A lo largo de su trayectoria han publicado varios discos y han tocado en salas y festivales de todo el Estado. Las reproducciones de sus canciones se cuentan por millones. En su música y letras vemos, entre otras, influencias de grupos como Extremoduro o Marea, bandas que además han colaborado en algunos de sus discos. 

## Historia
Se juntan por primera vez en diciembre de 1998 con el nombre Arrebato, y comienzan tocando en garitos y fiestas locales, hasta que cuatro años más tarde, después de grabar varias maquetas, pasan a llamarse Forraje, nombre bajo el que graban todos sus discos.
En diciembre de 2003 ve la luz su primer LP: "Estoy Que Muerdo", con el sello Maldito Records.
Tres años más tarde en el 2006 sale el que sería su segundo trabajo, "Diario de un alma rota", también con Maldito Records.
Su tercer disco se llama "Retales de vino y luna" y ve la luz el 17 de febrero de 2009 con Rompe Records. Este disco está producido por Iñaki "Uoho" Antón de Extremoduro.
El 10 de enero de 2011, Juancho, bajista (y segunda voz) deja la banda y entra en su lugar Fernando Quintela. Unos meses después entraría también Randy como tercer guitarrista.
En 2013 fichan con Warner Music Spain y publican "Quejidos que no escucha nadie", que cuenta con la colaboración de Roberto Iniesta "Robe" de Extremoduro, concretamente en la canción "Puñales".
En 2015 publican, también con Warner, "Quince duchas de agua helada", un CD+DVD en directo grabado en una abarrotada Sala Caracol (Madrid) como disco de despedida.
Antes de comenzar la gira de despedida, Jerry y Kuervo abandonan la banda por motivos personales y son sustituidos por Diego Guillín y Carlos Arcay.
En 2023, Antonio Suárez "Lülu", anuncia la vuelta de Forraje para 2024 con formación renovada y nuevas canciones.
En 2024, Forraje anuncia en sus redes sociales que vuelven a Maldito Records, el sello que los vio nacer, que pasa a gestionar toda su discografía y publican varios singles que van viendo la luz regularmente y que pueden escucharse en todas las plataformas digitales

## Componentes
- Antonio Suárez "Lülu": Bajo y voz
- Juan Folla: Batería y coros
- Rodri Arias: Guitarra
- Nando Vasco: Guitarra y coros

## Excomponentes
- Perfecto Mariño "Kuervo": Guitarra y coros
- Daniel Barral "Randy": Guitarra
- Fernando Quintela "Fer": Bajo y coros
- Gerardo Pouso "Jerry": Batería
- Juancho Pérez "Juancho": Bajo y voz

## Discografía
- Estoy que muerdo, 2003
- Diario de un alma rota, 2006
- Retales de vino y luna, 2009
- Quejidos que no escucha nadie, 2013
- En directo "Quince duchas de agua helada", 2015
- Queriéndome a solas (Single), 2024
- Sólo pienso en ti (Single), 2024
- Saudade (EP), 2024